# Stefano Simeoli
Stefano Simeoli (Reggio Calabria, 31 dicembre 1986) è un ex cestista italiano.
È figlio dell'ex giocatore Mario Simeoli

## Carriera
Esordisce in Serie A1 nella stagione 2003-04 segnando i suoi primi 2 punti contro la Montepaschi Siena. Nella stagione 2005-06 vince il campionato di B2 con la Reyer Venezia vincendo in gara 5 al Taliercio contro Trento.
Nella stagione 2009-10 vince la Coppa Italia di Legadue con la Prima Veroli e perde nei play-off in finale contro la Dinamo Sassari. Nella stagione 2011|2012 con la maglia della virtus siena nell'allora DNA ha avuto medie di 12.9 pt e 7.9 rimb a partita
Nella stagione 2012-13, con la Le Gamberi Foods Forli ottiene il quinto posto nella stagione regolare e viene eliminato nei quarti di finale dei play-off dal Basket Leonessa Brescia. Uno dei 5 titolari del Lugo, con una media di 12,4 punti a partita nella stagione 2013-14 in DNB .
Nella stagione 2014-15 ha giocato con gli East Perth Eagles nella SBL (seconda lega australiana).
Nella stagione 2017-18, vince il campionato di Serie C Gold con la maglia della Virtus Siena con medie di 11 punti 9,55 rimbalzi e 2,58 assist a partita.

## Palmarès
- Coppa Italia di Legadue: 1
 Veroli Basket: 2010